# Atletica leggera ai Giochi della XXIV Olimpiade - 400 metri piani femminili
I 400 metri piani hanno fatto parte del programma femminile di atletica leggera ai Giochi della XXIV Olimpiade. La competizione si è svolta nei giorni 23-26 settembre 1988 allo Stadio olimpico di Seul.

## Presenze ed assenze delle campionesse in carica
| Competizione             | Atleta              | Prestazione | Seul 1988    |
| ------------------------ | ------------------- | ----------- | ------------ |
| Olimpiadi 1984           | V. Brisco-Hooks     | 48”83       | Presente     |
| Commonwealth 1986        | Debbie Flintoff     | 51”29       | Solo 400 hs  |
| Goodwill Games 1986      | Olga Bryzgina       | 49”96       | Presente     |
| Europei 1986             | Marita Koch         | 48”22       | Rit. 1986    |
| Asiatici 1986            | Pilavullakandi Usha | 52”16       | Solo 400 hs  |
| Panamericani 1987        | Ana Fidelia Quirot  | 50”27       | Cuba assente |
| Africani 1987            | Francisca Chepkurui | 51”99       | Assente      |
| Mondiali 1987            | Olga Bryzgina       | 49”38       | Presente     |
| Campionati africani 1988 | Airat Bakare        | 52"15       | Presente     |

## La gara
La stagione è stata dominata da due atlete: la sovietica Olga Bryzgina e la tedesca est Petra Müller. La Müller ha vinto tutte le otto gare cui ha partecipato, con un personale stagionale di 49"30. La Bryzgina non ha un percorso netto ma il suo risultato cronometrico è migliore: 49"18. Entrambe devono fare i conti con la campionessa in carica, l'americana Valerie Brisco-Hooks.

In finale è proprio la Brisco-Hooks che scatta davanti a tutte, ma brucia le proprie energie troppo presto; ai 300 metri è in debito d'ossigeno venendo risucchiata dalle due avversarie. È un testa a testa tra la Müller e la Bryzgina, con la sovietica che tiene nel finale e vince chiaramente con il nuovo record olimpico.

La Brisco-Hooks è quarta, dietro l'altra sovietica Nazarova. Giunge quinta la vincitrice dei Trials USA, Diane Dixon, in 50"72.

## Risultati

### Turni eliminatori
| 7 Batterie         | 23 settembre | 48 partenti   | Si qualificano le prime 4 + i 4 migliori tempi. |
| 4 Quarti di finale | 24 settembre | 8 + 8 + 8 + 8 | Si qualificano le prime 4.                      |
| 2 Semifinali       | 25 settembre | 8 + 8         | Si qualificano le prime 4.                      |
| Finale             | 26 settembre | 8 concorrenti |                                                 |

## Batterie
Venerdì 23 settembre 1988.

Si qualificano per il secondo turno le prime 4 classificate di ogni batteria (Q). Vengono ripescati i 4 migliori tempi fra le escluse (q).

### 1ª Batteria
| Posizione | Corsia | Nome                 | Nazionalità        | Tempo   | Note                          |
| --------- | ------ | -------------------- | ------------------ | ------- | ----------------------------- |
| 1         | -      | Olga Nazarova        | Unione Sovietica   | 52"18   | Q                             |
| 2         | -      | Blanca Lacambra      | Spagna             | 53"04   | Q                             |
| 3         | -      | Charmaine Crooks     | Canada             | 53"58   | Q                             |
| 4         | -      | Liliana Chalá        | Ecuador            | 53"74   | , Q                           |
| 5         | -      | Pat Beckford         | Gran Bretagna      | 54"39   |                               |
| 6         | -      | Kyoung-Hee Yang      | Corea del Sud      | 58"18   | Miglior prestazione personale |
| 7         | -      | Juliana Nsang-Obiang | Guinea Equatoriale | 1'07"58 | Miglior prestazione personale |

### 2ª Batteria
| Posizione | Corsia | Nome                 | Nazionalità  | Tempo | Note |
| --------- | ------ | -------------------- | ------------ | ----- | ---- |
| 1         | -      | Dagmar Neubauer      | Germania Est | 52"51 | Q    |
| 2         | -      | Marita Payne-Wiggins | Canada       | 52"70 | Q    |
| 3         | -      | Airat Bakare         | Nigeria      | 52"83 | Q    |
| 4         | -      | Fabienne Ficher      | Francia      | 53"42 | Q    |
| 5         | -      | Farida Kyakutema     | Uganda       | 56"00 |      |
| 6         | -      | Bakombo Kungu        | Zaire        | 57"85 |      |

### 3ª Batteria
| Posizione | Corsia | Nome             | Nazionalità   | Tempo | Note |
| --------- | ------ | ---------------- | ------------- | ----- | ---- |
| 1         | -      | Maria Figueiredo | Brasile       | 51"74 | =, Q |
| 2         | -      | Petra Mueller    | Germania Est  | 51"93 | Q    |
| 3         | -      | Sandie Richards  | Giamaica      | 52"19 | Q    |
| 4         | -      | Loreen Hall      | Gran Bretagna | 53"13 | Q    |
| 5         | -      | Sumei Sun        | Cina          | 53"46 | , q  |
| 6         | -      | Yolande Straughn | Barbados      | 53"62 | q    |
| -         | -      | Gerda Haas       | Austria       | dns   |      |

### 4ª Batteria
| Posizione | Corsia | Nome             | Nazionalità    | Tempo   | Note |
| --------- | ------ | ---------------- | -------------- | ------- | ---- |
| 1         | -      | Diane Dixon      | Stati Uniti    | 52"45   | Q    |
| 2         | -      | Ute Thimm        | Germania Ovest | 52"79   | Q    |
| 3         | -      | Yvonne Van Dorp  | Paesi Bassi    | 52"84   | , Q  |
| 4         | -      | Evecyne Elien    | Francia        | 52"90   | Q    |
| 5         | -      | Marlyn Dewarder  | Guyana         | 54"76   |      |
| 6         | -      | May Sardouk      | Libano         | 1'00"01 |      |
| -         | -      | Sheila Seebaluck | Mauritius      | dns     |      |

### 5ª Batteria
| Posizione | Corsia | Nome                  | Nazionalità       | Tempo | Note |
| --------- | ------ | --------------------- | ----------------- | ----- | ---- |
| 1         | -      | Valerie Brisco-Hooks  | Stati Uniti       | 51"96 | Q    |
| 2         | -      | Maree Holland         | Australia         | 52"29 | Q    |
| 3         | -      | Norfalia Carabali     | Colombia          | 53"27 | Q    |
| 4         | -      | Kirsten Emmelmann     | Germania Est      | 54"02 | Q    |
| 5         | -      | Assumpta Achuo-Bel    | Camerun           | 55"22 |      |
| 6         | -      | Josephine Singarayar  | Malaysia          | 56"06 |      |
| 7         | -      | Lasnet-Lelisse Nkouna | Congo-Brazzaville | 57"19 |      |

### 6ª Batteria
| Posizione | Corsia | Nome                          | Nazionalità             | Tempo | Note |
| --------- | ------ | ----------------------------- | ----------------------- | ----- | ---- |
| 1         | -      | Olga Bryzgina                 | Unione Sovietica        | 51"94 | Q    |
| 2         | -      | Linda Keough                  | Gran Bretagna           | 52"26 | Q    |
| 3         | -      | Cathy Rattray-Williams        | Giamaica                | 52"39 | Q    |
| 4         | -      | Célestine N'Drin              | Costa d'Avorio          | 52"48 | Q    |
| 5         | -      | Mercy Kuttan Math Alapurackal | India                   | 53"41 | , q  |
| 6         | -      | Ruth Morris                   | Isole Vergini Americane | 55"60 |      |
| 7         | -      | Barbara Selkridge             | Antigua e Barbuda       | 55"96 |      |

### 7ª Batteria
| Posizione | Corsia | Nome               | Nazionalità    | Tempo | Note |
| --------- | ------ | ------------------ | -------------- | ----- | ---- |
| 1         | -      | Denean Howard      | Stati Uniti    | 52"26 | Q    |
| 2         | -      | Helga Arendt       | Germania Ovest | 52"69 | Q    |
| 3         | -      | Aïssatou Tandian   | Senegal        | 52"95 | Q    |
| 4         | -      | Jillian Richardson | Canada         | 53"06 | Q    |
| 5         | -      | Nathalie Simon     | Francia        | 53"30 | q    |
| 6         | -      | Fen-Hwa Chang      | Taipei cinese  | 56"10 |      |
| 7         | -      | Agnes Grittith     | Grenada        | 57"09 |      |

## Quarti di finale
Sabato 24 settembre 1988.

Si qualificano alle semifinali le prime 4 classificate di ogni serie (Q).

### 1° Quarto
| Posizione | Corsia | Nome              | Nazionalità    | Tempo | Note                          |
| --------- | ------ | ----------------- | -------------- | ----- | ----------------------------- |
| 1         | -      | Maree Holland     | Australia      | 50"90 | , Q                           |
| 2         | -      | Kirsten Emmelmann | Germania Est   | 51"02 | Q                             |
| 3         | -      | Denean Howard     | Stati Uniti    | 51"02 | Q                             |
| 4         | -      | Ute Thimm         | Germania Ovest | 51"18 | Q                             |
| 5         | -      | Maria Figueiredo  | Brasile        | 51"32 | Miglior prestazione personale |
| 6         | -      | Airat Bakare      | Nigeria        | 52"86 |                               |
| 7         | -      | Loreen Hall       | Gran Bretagna  | 53"42 |                               |
| -         | -      | Nathalie Simon    | Francia        | dns   |                               |

### 2° Quarto
| Posizione | Corsia | Nome               | Nazionalità      | Tempo | Note |
| --------- | ------ | ------------------ | ---------------- | ----- | ---- |
| 1         | -      | Olga Bryzgina      | Unione Sovietica | 51"90 | Q    |
| 2         | -      | Diane Dixon        | Stati Uniti      | 51"98 | , Q  |
| 3         | -      | Helga Arendt       | Germania Ovest   | 52"08 | Q    |
| 4         | -      | Jillian Richardson | Canada           | 52"33 | Q    |
| 5         | -      | Sandie Richards    | Giamaica         | 52"90 |      |
| 6         | -      | Evecyne Elien      | Francia          | 53"36 |      |
| 7         | -      | Sumei Sun          | Cina             | 53"58 |      |
| 8         | -      | Yolande Straughn   | Barbados         | 54"22 |      |

### 3° Quarto
| Posizione | Corsia | Nome                          | Nazionalità   | Tempo | Note |
| --------- | ------ | ----------------------------- | ------------- | ----- | ---- |
| 1         | -      | Petra Mueller                 | Germania Est  | 51"45 | Q    |
| 2         | -      | Marita Payne-Wiggins          | Canada        | 51"73 | , Q  |
| 3         | -      | Norfalia Carabali             | Colombia      | 51"76 | Q    |
| 4         | -      | Cathy Rattray-Williams        | Giamaica      | 51"81 | Q    |
| 5         | -      | Linda Keough                  | Gran Bretagna | 53"50 |      |
| 6         | -      | Yvonne Van Dorp               | Paesi Bassi   | 53"50 |      |
| 7         | -      | Liliana Chalá                 | Ecuador       | 53"83 |      |
| 8         | -      | Mercy Kuttan Math Alapurackal | India         | 53"93 |      |

### 4° Quarto
| Posizione | Corsia | Nome                 | Nazionalità      | Tempo | Note                          |
| --------- | ------ | -------------------- | ---------------- | ----- | ----------------------------- |
| 1         | -      | Olga Nazarova        | Unione Sovietica | 50"26 | Q                             |
| 2         | -      | Valerie Brisco-Hooks | Stati Uniti      | 51"24 | Q                             |
| 3         | -      | Dagmar Neubauer      | Germania Est     | 51"48 | Q                             |
| 4         | -      | Charmaine Crooks     | Canada           | 51"64 | Q                             |
| 5         | -      | Célestine N'Drin     | Costa d'Avorio   | 52"04 | Miglior prestazione personale |
| 6         | -      | Aïssatou Tandian     | Senegal          | 52"33 |                               |
| 7         | -      | Fabienne Ficher      | Francia          | 52"95 |                               |
| 8         | -      | Blanca Lacambra      | Spagna           | 53"76 |                               |

## Semifinali
Domenica 25 settembre 1988.

Accedono alla finale le prime 4 di ciascuna semifinale (Q). Non ci sono ripescaggi.

### 1ª Semifinale
| Posizione | Corsia | Nome                 | Nazionalità      | Tempo | Note                          |
| --------- | ------ | -------------------- | ---------------- | ----- | ----------------------------- |
| 1         | -      | Olga Nazarova        | Unione Sovietica | 49"11 | , Q                           |
| 2         | -      | Petra Mueller        | Germania Est     | 49"50 | Q                             |
| 3         | -      | Diane Dixon          | Stati Uniti      | 49"84 | , Q                           |
| 4         | -      | Denean Howard        | Stati Uniti      | 49"87 | , Q                           |
| 5         | -      | Jillian Richardson   | Canada           | 49"91 | =                             |
| 6         | -      | Ute Thimm            | Germania Ovest   | 50"28 | Miglior prestazione personale |
| 7         | -      | Marita Payne-Wiggins | Canada           | 50"29 |                               |
| 8         | -      | Dagmar Neubauer      | Germania Est     | 50"92 |                               |

### 2ª Semifinale
| Posizione | Corsia | Nome                   | Nazionalità      | Tempo | Note                          |
| --------- | ------ | ---------------------- | ---------------- | ----- | ----------------------------- |
| 1         | -      | Olga Bryzgina          | Unione Sovietica | 49"33 | Q                             |
| 2         | -      | Valerie Brisco-Hooks   | Stati Uniti      | 49"90 | Q                             |
| 3         | -      | Maree Holland          | Australia        | 50"24 | , Q                           |
| 4         | -      | Helga Arendt           | Germania Ovest   | 50"36 | , Q                           |
| 5         | -      | Kirsten Emmelmann      | Germania Est     | 50"39 |                               |
| 6         | -      | Cathy Rattray-Williams | Giamaica         | 50"82 | Miglior prestazione personale |
| 7         | -      | Charmaine Crooks       | Canada           | 51"63 |                               |
| 8         | -      | Norfalia Carabali      | Colombia         | 52"65 |                               |

## Finale
| Record mondiale      | Marita Koch          | 47"60 | Canberra    | 6 ottobre 1985    |
| Record olimpico      | Valerie Brisco-Hooks | 48"83 | Los Angeles | 6 agosto 1984     |
| Capolista stagionale | Olga Nazarova        | 49"11 | Seul        | 25 settembre 1988 |

Lunedì 26 settembre 1988, Stadio olimpico di Seul.
| Pos. | Corsia | Atleta               | Età | Nazione          | Tempo | Note            |
| ---- | ------ | -------------------- | --- | ---------------- | ----- | --------------- |
|      | 3      | Olga Bryzgina        | 25  | Unione Sovietica | 48"65 | Record olimpico |
|      | 6      | Petra Mueller        | 23  | Germania Est     | 49"45 |                 |
|      | 4      | Olga Nazarova        | 23  | Unione Sovietica | 49"90 |                 |
| 4    | 1      | Valerie Brisco-Hooks | 28  | Stati Uniti      | 50"16 |                 |
| 5    | 5      | Diane Dixon          | 24  | Stati Uniti      | 50"72 |                 |
| 6    | 8      | Denean Howard        | 23  | Stati Uniti      | 51"12 |                 |
| 7    | 7      | Helga Arendt         | 24  | Germania Ovest   | 51"17 |                 |
| 8    | 2      | Maree Holland        | 25  | Australia        | 51"25 |                 |